# 帕纽克
帕纽克，是匈牙利包尔绍德-奥包乌伊-曾普伦州所辖的一个村。总面积8.50平方公里，总人口49，人口密度5.8人/平方公里（2011年1月1日）。